# 간다 후미유키
간다 후미유키(일본어: 神田 文之, 1977년 9월 29일 ~ )는 일본의 전 축구 선수이다.

## 구단 경력
과거 방포레 고후에서 활동하였다.